# 科地区贝维尔
科地区贝维尔（法語：Berville-en-Caux，法語發音：[bɛʁvil ɑ̃ ko]；2017年之前名为贝维尔 (Berville)）是法国诺曼底大区滨海塞纳省的一个市镇，属于鲁昂区。 

## 地理
科地区贝维尔（49°42'34"N, 0°49'57"E）面积6.72 平方千米，位于法国诺曼底大区滨海塞纳省，鲁昂西北约48千米，D67和D27公路的交界处。 
与科地区贝维尔接壤的市镇（或旧市镇、城区）包括：昂夫勒维尔莱尚、布德维尔、杜德维尔、埃塔勒维尔、兰德伯夫、乌维尔拉拜、普雷托-维克马尔。
科地区贝维尔的时区为UTC+01:00、UTC+02:00（夏令时）。

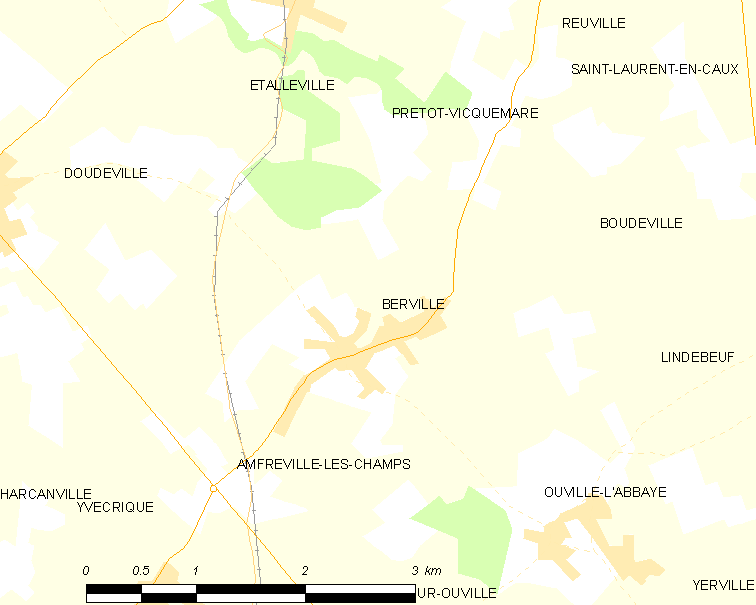
科地区贝维尔的OSM定位图

## 行政
科地区贝维尔的邮政编码为76560，INSEE市镇编码为76087。

## 政治
科地区贝维尔所属的省级选区为伊沃托县。

## 人口

1962-2008年间科地区贝维尔人口变化图示

科地区贝维尔于2022年1月1日时的人口数量为709人。